# Mara Kraus
Mara Kraus (geb. Goldstein, auch Mara Kraus-Ginić; geboren 18. Februar 1925 in Zagreb; gestorben 14. Juli 2024 in Wien) war eine Überlebende des Holocaust und Lebensgefährtin von Joe Heydecker, dessen Nachlass sie bearbeitete und publizierte.

## Leben und Werk
Ihre Mutter, Johanna, war Österreicherin tschechischer Herkunft, eine Katholikin. Ihr Vater, Alexander Goldstein, war ein Eisenwarenhändler jüdischer Herkunft. Er war Optant und entschied sich für Kroatien. Die Eltern heirateten in Graz und gingen dann nach Zagreb, wo Mara geboren wurde. Als sie fünf Jahre alt war, trennten sich ihre Eltern. Sie blieb beim Vater. Ihre erste Schulklasse absolvierte sie in Osijek, die zweite in Belgrad. Schon als Kind lernte sie drei Sprachen, serbokroatisch, deutsch und französisch, da sie die Französische Schule besuchte.
Im Jahr 1933 änderte ihr Vater seinen Familiennamen von Goldstein auf Ginić und konvertierte zur altkatholischen Kirchen. Er heiratete ein zweites Mal, eine Argentinierin, die jedoch nach Kriegsausbruch in ihre Heimat zurückkehren wollte und abreiste. Darauf zog ihre Mutter wiederum zu ihrem geschiedenen Ehemann und der gemeinsamen Tochter. Im April 1941, im  Alter von 16 Jahren, flüchtete Mara mit ihren Eltern zuerst nach Hvar in Dalmatien, wo eine reiche Tante väterlicherseits eine Villa besaß, später nach Split, damals besetzt von den Italienern. Es kam zu einem Eifersuchtsszene zwischen den geschiedenen Eheleuten, obwohl die zweite Ehefrau des Vaters in Portugal festsass. Ihre Mutter denunzierte den Vater bei den Behörden, weil er gefälschte Taufscheine für die Familie besorgt hatte. Der Vater kam 40 Tage lang in Haft, die Mutter ging nach Belgrad, wo sie als Sekretärin für die Deutschen arbeitete und Geliebte eines deutschen Generals wurde. im Gefolge des Generals, kam sie nach Italien in Mussolinis Republica di Salò. Mutter und Tochter korrespondierten, doch ein geplantes Treffen kam nicht zustande. Der Kontakt brach ab und ihre Mutter verschwand spurlos. Sie muss in den Wirren der letzten Kriegsjahre ums Leben gekommen sein.
In Split gingen Vater und Tochter auf eigenen Wunsch in freie Internierung nach Italien. „Wir hatten gehört, dass die Flüchtlinge dort gut behandelt werden.“ Sie wurde interniert in Castellamonte, im Piemont. Als die Nazis 1943 in Norditalien eindrangen, beschlossen Vater und Tochter, die Flucht in die Schweiz zu wagen. Ohne Ausrüstung und in Straßenschuhen gelangten die beiden, gemeinsam mit einem befreundeten Zahnarzt und zwei Frauen, geführt von einem Enkelsohn des berühmten Bergführers Jean-Antoine Carrel in einer abenteuerlichen Flucht über die Alpen. Als die fünf Flüchtenden an der Grenze einlangten, hörten sie von einem Schweizer Grenzpolizisten: „Hier können Sie nicht bleiben, Sie müssen zurück.“ Erst nach einem Verzweiflungsausbruch der beiden begleitenden Frauen und einem Telefonat mit Vorgesetzten wurden sie durchgelassen und konnten nach Zermatt weiter marschieren.
Nach dem Krieg heiratete der Vater ein drittes Mal, diesmal eine Überlebende des KZ Auschwitz. Auch Mara heiratete, mit ihrem Ehemann Ivo Kraus ging sie 1948 nach Argentinien. Ihr Vater emigrierte nach Venezuela, wo er sich mit dem Verkauf von Vorhängen ein ansehnliches Vermögen erarbeitete. Mara und Ivo Kraus hatten zwei Kinder. Sie übersiedelten schließlich nach Italien, nach Frankreich, nach Venezuela zu Maras Vater, schließlich nach São Paulo. „Es ist ein Leben in Bewegung,“ hieß es im Ö1-Porträt Menschenbilder.
In Brasilien lernte sie den deutschen Fotografen und Journalisten Joe Heydecker kennen, der heimlich Fotos im Warschauer Ghetto gefertigt und über den Nürnberger Prozess berichtet hatte. Sie wurde seine Lebensgefährtin und unterstützte ihn beim Aufbau des Verlags Atlantis Livros. Beider Ehen scheiterten. Mit finanzieller Unterstützung ihres Vaters und anderer wohlhabender Juden aus Südamerika konnten eine Reihe von Büchern Heydeckers zur NS-Zeit publiziert werden.
1986 entschlossen sich die beiden, nach Wien zu übersiedeln. Ein Freund aus ihrer Mailänder Zeit, Michael Freund, war bei der Übersiedlung hilfreich. Joe Heydecker starb 1997 unerwartet. Seither betreut, archiviert und publiziert Mara Kraus seinen Nachlass. Dreimal in der Woche arbeitet sie ehrenamtlich im Bildarchiv der Österreichischen Nationalbibliothek, einmal pro Woche im Dokumentationsarchiv des österreichischen Widerstandes. Im Bildarchiv unterstützt sie die Archivierung der Fotografien Heydeckers. Mit 75 begann sie, Arabisch und Russisch zu lernen.
Mit 92 erschien ihr erstes Buch, die Lebensgeschichte ihres Vaters. Ein zweites Buch – Joe Heydecker, wie ich ihn sah – wurde 2017 im Verlag „Bibliothek der Provinz“ herausgegeben. Ihr drittes Buch, „Novellen“ kommt Ende des Jahres im Verlag Bibliothek der Provinz heraus.
Sie hatte eine Tochter und einen Sohn, vier Enkel und acht Urenkel.

## Zitat
„Mein Urahn stammte aus dem ärmsten Winkel der österreichisch-ungarischen Monarchie. Mit einem Ranzen machte er sich auf die Suche nach einer besseren Existenz. Seine Nachkommen stiegen ins Bürgertum auf, kamen zu Wohlstand, sie überwanden Wirtschafts- und Ehekrisen und fingen immer wieder von Neuem an bis zu dem Zeitpunkt, als sie, nur noch mit einem Ranzen, um ihr Leben liefen.“

## Bücher
- Der talentierte Herr Ginić. Eine Familie in Zeiten des Holocaust. Verlag Bibliothek der Provinz, Weitra 2017, ISBN 978-3-99028-687-6.
- Mara Kraus (Hg.): Ein Mann mit Eigenschaften. Joe J. Heydeckers autobiografische Aufzeichnungen. Verlag Bibliothek der Provinz, Wien 2019, ISBN 978-3-99028-828-3.
- Das Bett in der Badewanne. Erzählungen, Aufzeichnungen, Szenen. Verlag Bibliothek der Provinz, Weitra 2023, ISBN 978-3-99126-116-2.

## Porträts
- Menschenbilder: Leben heißt lernen – Mara Kraus, eine bemerkenswerte Persönlichkeit, von Heinz Janisch. Erstausstrahlung: 17. Mai 2015 auf Ö1, Wiederholung am 5. November 2017.
- United States Holocaust Memorial Museum: Mara Ginic. im Projekt „Behind Every Name a Story“